# Max Bulla
Max Bulla (* Viena, 26 de setembro de 1905 - † Pitten 3 de julho de 1990). Foi um ciclista austriaco profissional entre 1926 e 1949 cujos maiores sucessos desportivos obteve-os no Tour de France, onde obteve 3 vitórias de etapa, e na Volta a Espanha, onde conseguiria 2 vitórias de etapa.

## Palmarés
| 1926 - Campeão da Áustria em Estrada 1927 - Campeão da Áustria em Estrada 1931 - 3 etapas no Tour de France - Grande Prêmio de Zurique - Marselha-Lyon - 1 etapa na Volta a Alemanha | 1933 - Volta a Suíça, mais 2 etapas - Critèrium de Luxemburgo 1934 - 1 etapa na Volta à Suíça 1935 - 2 etapas da Volta à Espanha 1936 - 1 etapa na Volta à Suíça |

## Equipas
- 1926 a 1929 : individual
- 1930 : Dürkopp
- 1931 : Faggi-Pirelli et O.egg
- 1932 : Alcyon et O.egg
- 1933 a 1937 : O.egg
- 1938 a 1939 : Phänomen
- 1941 a 1942 : Diamant
- 1946 : individuel
- 1947 : Tebag
- 1948 a 1949 : individual

## Resultados nas grandes voltas

### Tour de France
- 1931 : 15º, vencedor de 3 etapas
- 1932 : 19º
- 1933 : abandono
- 1936 : abandono

### Giro de Itália
- 1934 : 47º